# Miracast
Miracast是由Wi-Fi聯盟於2012年所制定，以Wi-Fi直連（Wi-Fi Direct）為基礎的無線顯示標準。支援此標準的消費性電子產品（又稱3C裝置）可透過無線方式分享視訊畫面，例如手機可透過Miracast將影片或照片直接在電視或其他裝置播放而無需任何傳輸線連接，也不需透過無線路由器。

## 軟硬體支援
Google於Android 4.2作業系統中已支援Miracast。
Windows 8.1、Windows 10、Windows 11原生支援Miracast(電腦必須要有WIFI功能才可以使用Miracast)。

## 外部連結
- 官方网站 （英文）